# Freitagsmoschee von Isfahan

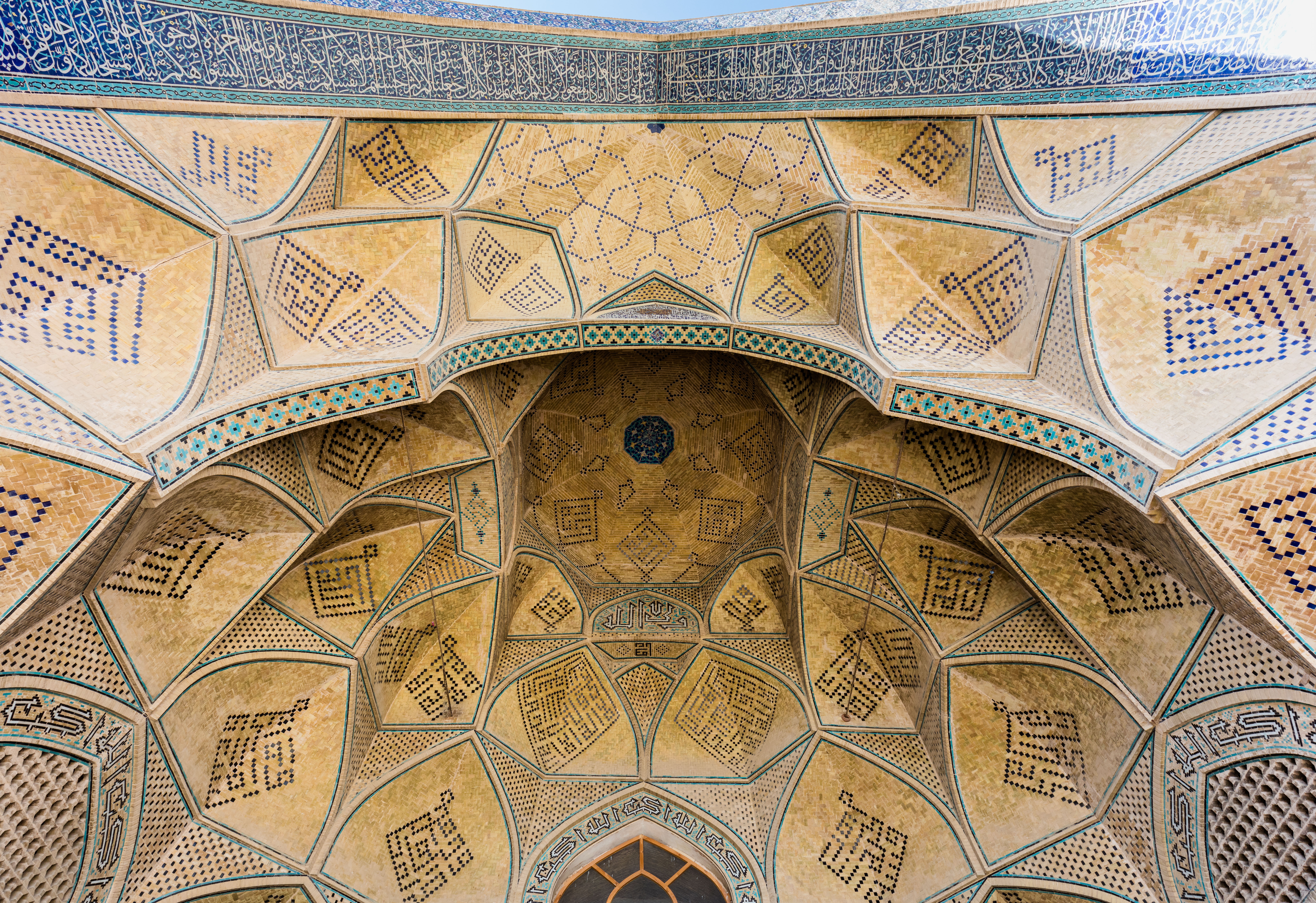
Muqarnas der Freitagsmoschee von Isfahan

Die Freitagsmoschee von Isfahan (persisch مسجد جامع اصفهان, IPA:mæsd͡ʒɛd ɛ d͡ʒɑmɛ ɛ ɛsfɑhɑn), auch Jame-Moschee von Isfahan (kurz auch Dschame-Moschee) genannt, ist eine historische Moschee in Isfahan. Die Moschee wird als Museum der 1300-jährigen Entwicklung iranischer Architektur bezeichnet. Aufgrund von Ausgrabungen wurde deutlich, dass die Moschee auf älteren Bauten der früheren vorislamischen Zeit erbaut worden ist. Nach der Entdeckung der Fundamente eines sassanidischen Feuertempels wird angenommen, dass die Moschee auf einem sassanidischen Feuertempel erbaut wurde.

## Geschichte
Der älteste Teil der Moschee war der Schabestan mit Säulen, er wurde im Jahre 772 gebaut. Mihrab und ein großer Teil der Wand der Vorgängermoschee mit außerordentlichen Stuckelementen sind unter dem Boden des südlichen Schabestans der gegenwärtigen Moschee entdeckt worden. Im Jahre 840 wurde die alte Moschee zerstört und eine größere Moschee darauf gebaut. Nach Erkenntnissen von Historikern war die Moschee in dieser Ära das größte wissenschaftliche Zentrum der Stadt und hatte eine große Bibliothek, die eine große Zahl wissenschaftlicher Bücher enthielt. In ihrem Schabestan fand Unterricht statt. Im zehnten Jahrhundert, in der Ära der Deylamiten, wurden einige Anbauten erstellt und die Säulen der Fassade mit dekorativ glasierten Ziegeln bedeckt. Im elften Jahrhundert wurden gründliche Änderungen in der Architektur der Moschee durchgeführt und die neue Moschee wurde mit dem Vier-Iwan-Innenhof erbaut. In den Jahren 1080 und 1088 wurden schöne Kuppeln (Nesamolmolk-Kuppel und Tadscholmolk-Kuppel) am südlichen und nördlichen Teil der Moschee angebaut. Von diesem Zeitpunkt an wurden Moscheen mit einem Vier-Iwan-Innenhof zur wesentlichen Besonderheit der Architektur der Moscheen im Iran.
Die Fläche der Freitagsmoschee von Isfahan beträgt 2 ha, sie ist damit die größte Moschee Irans.

## Galerie

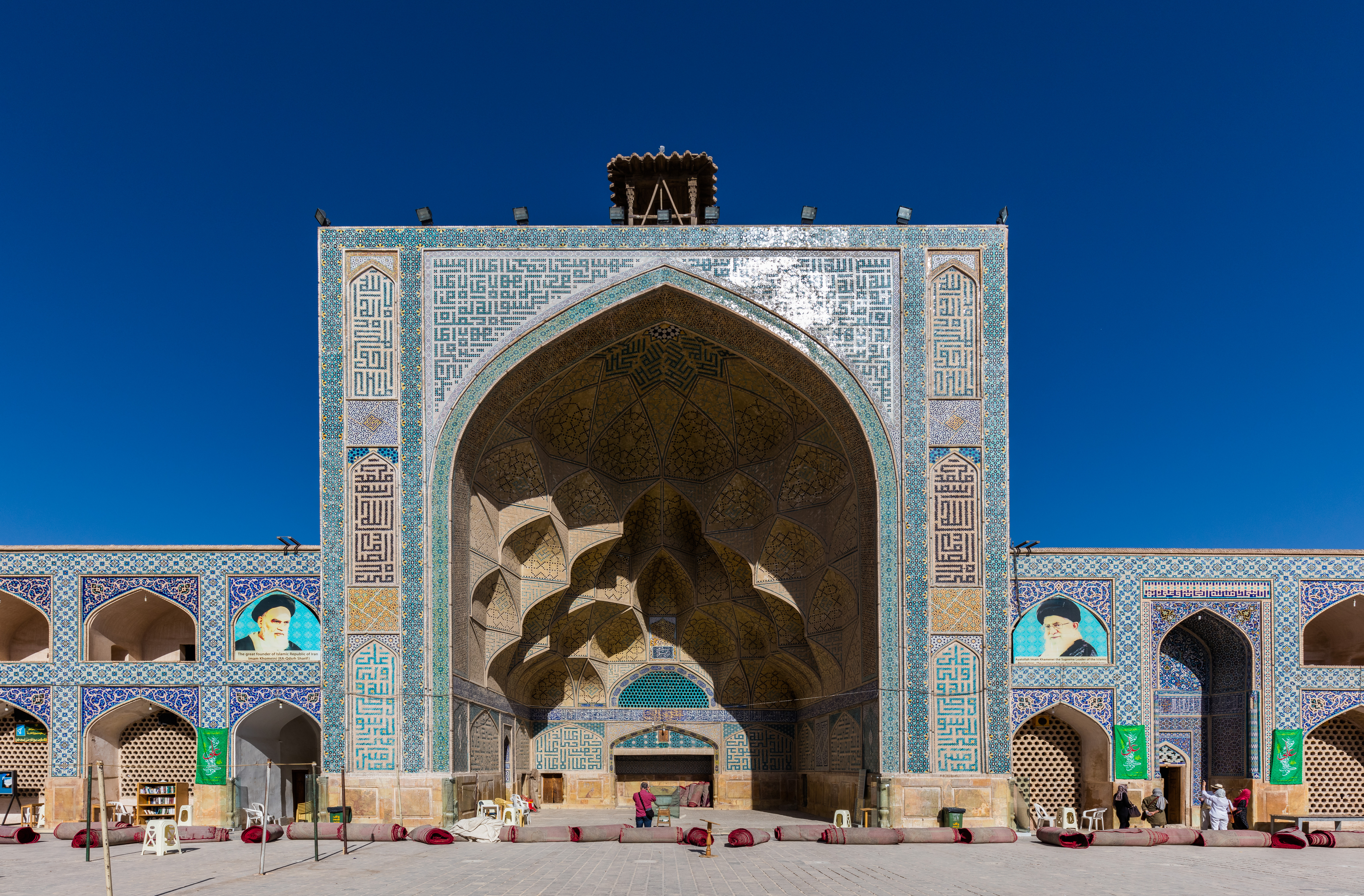
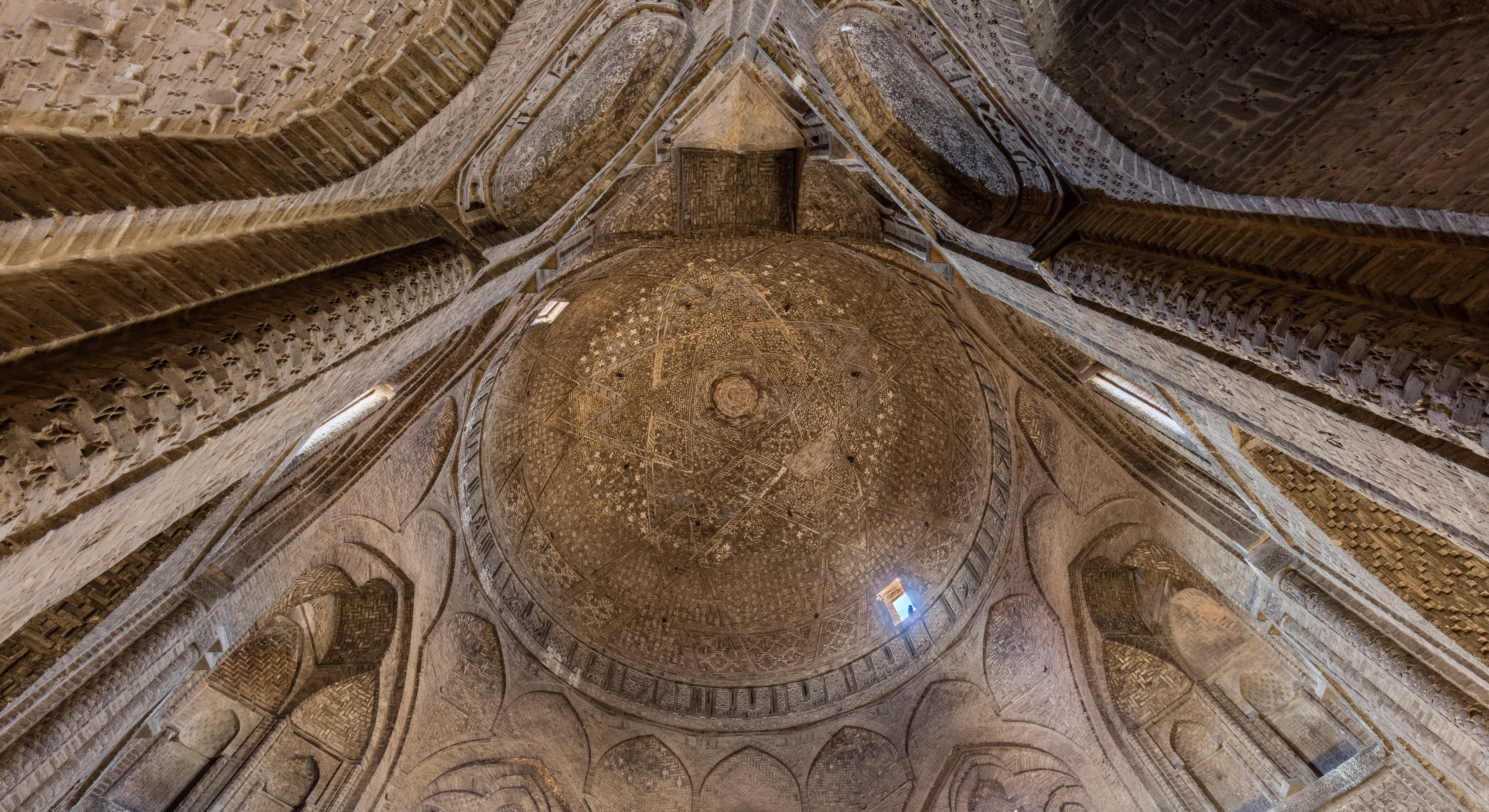
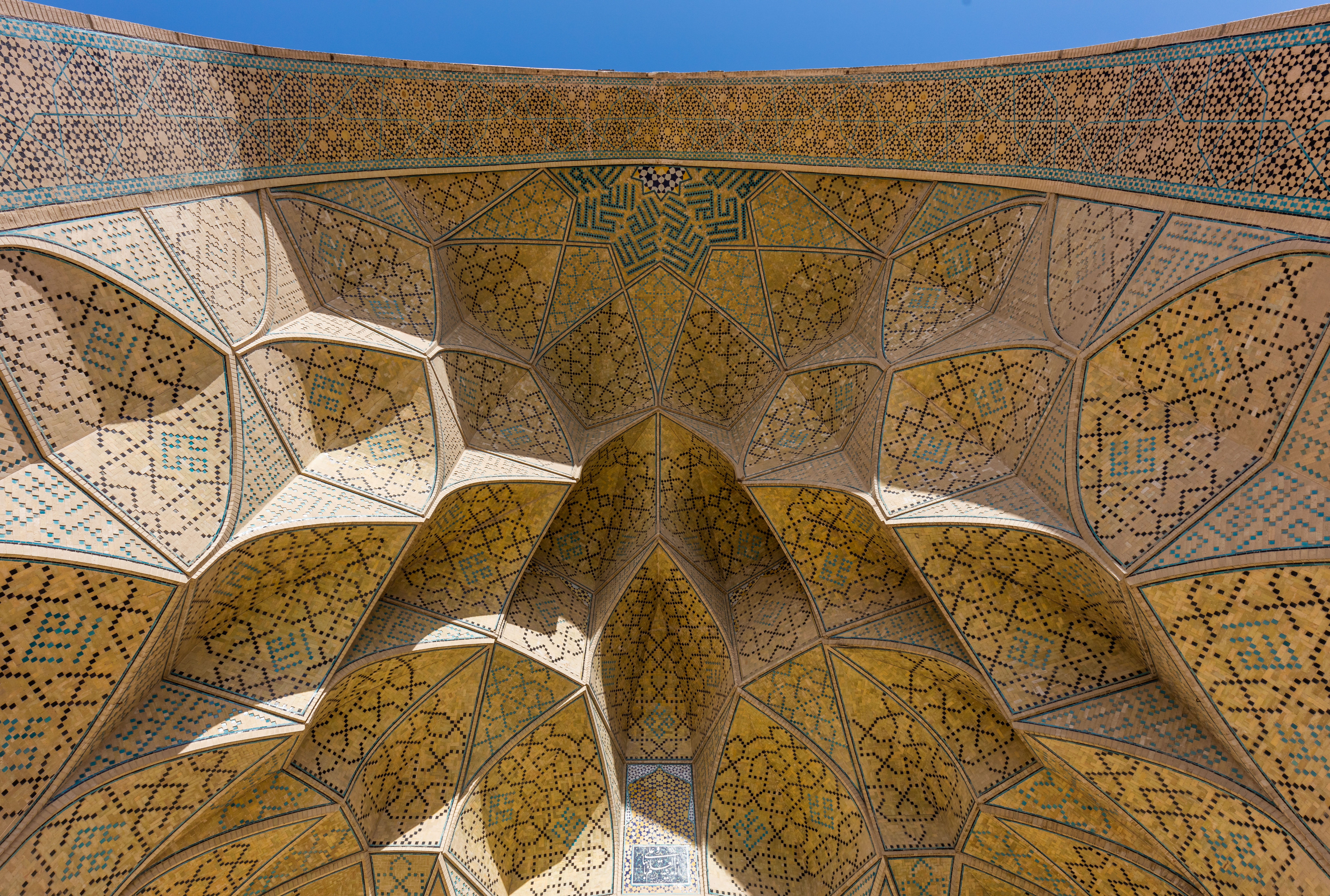
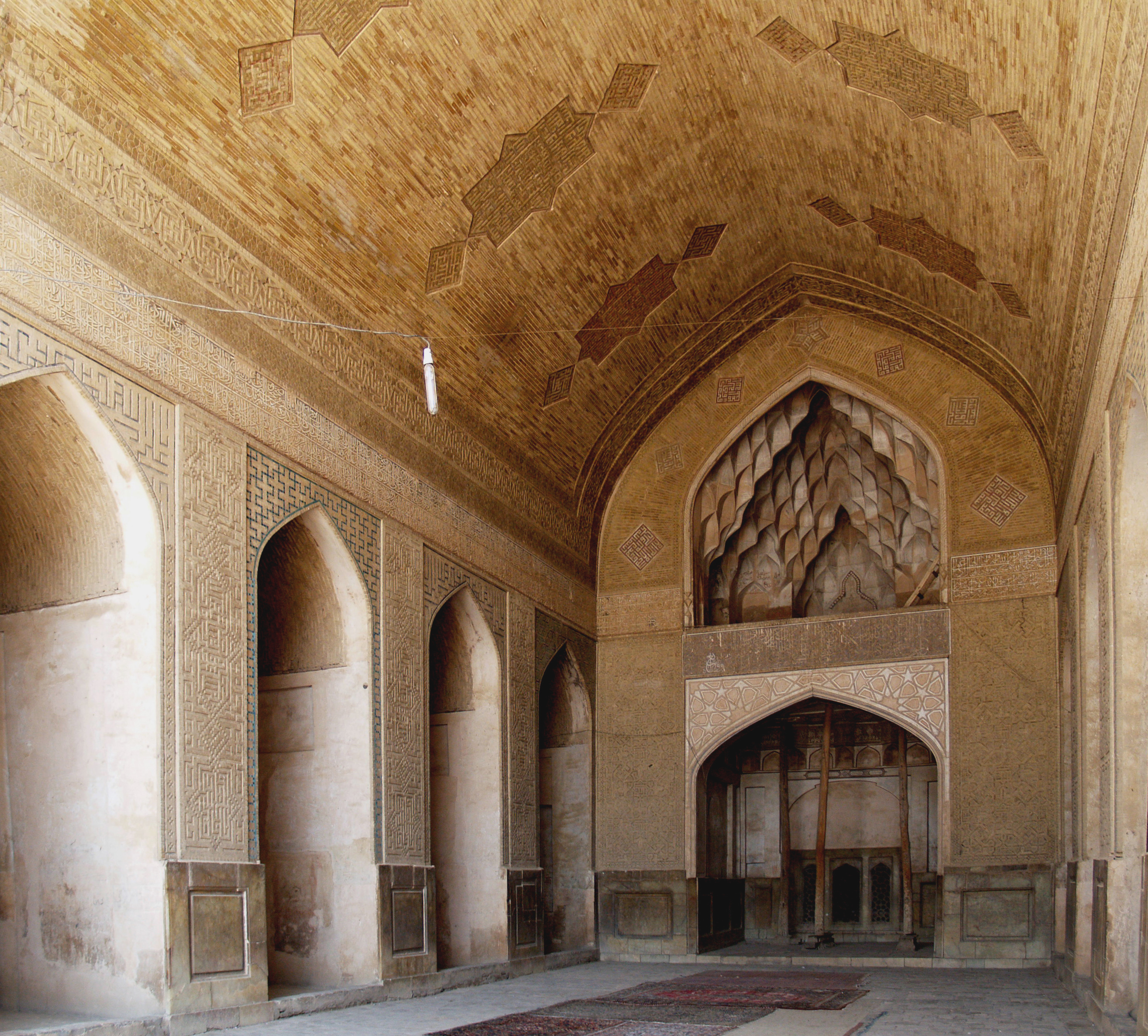
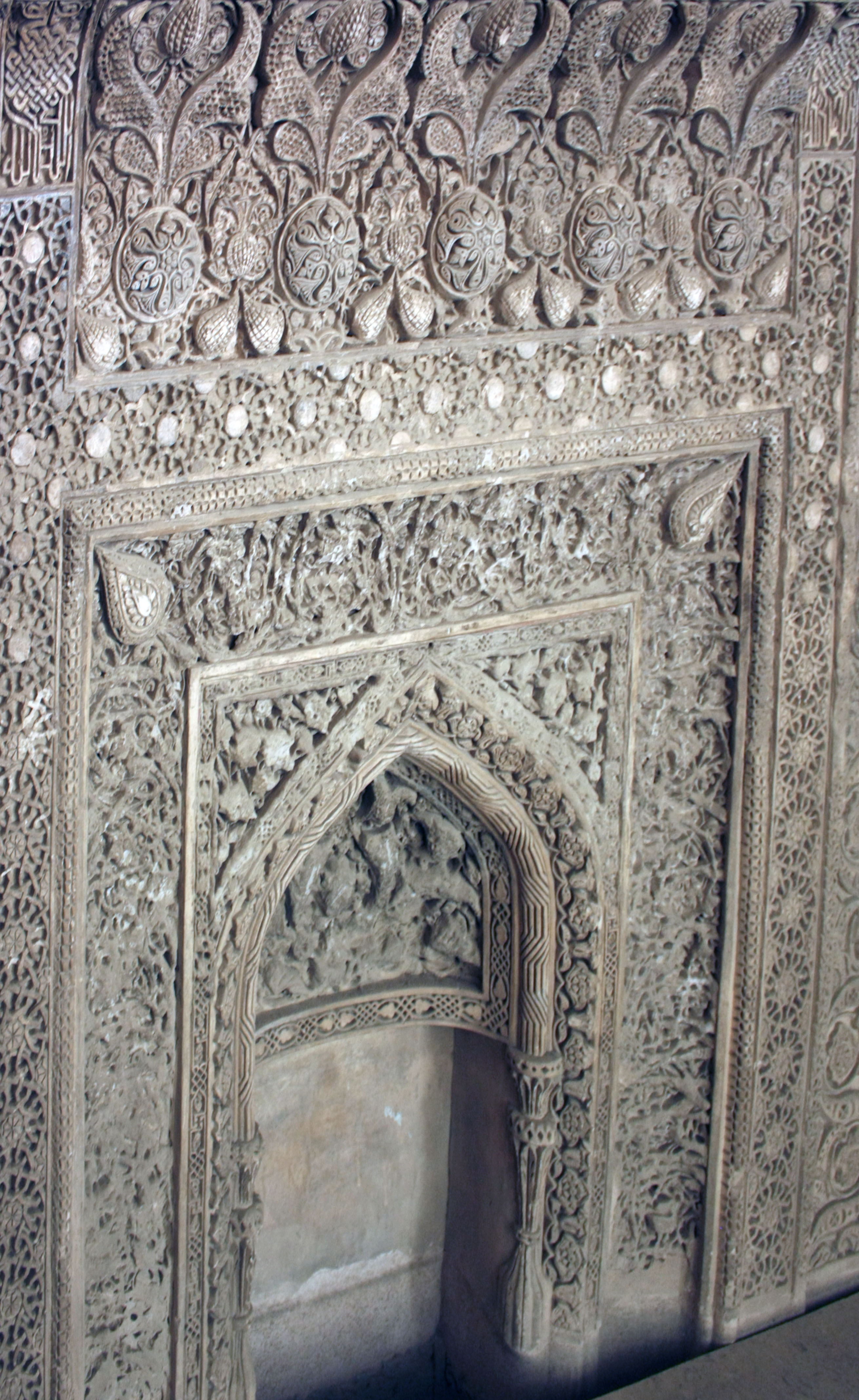
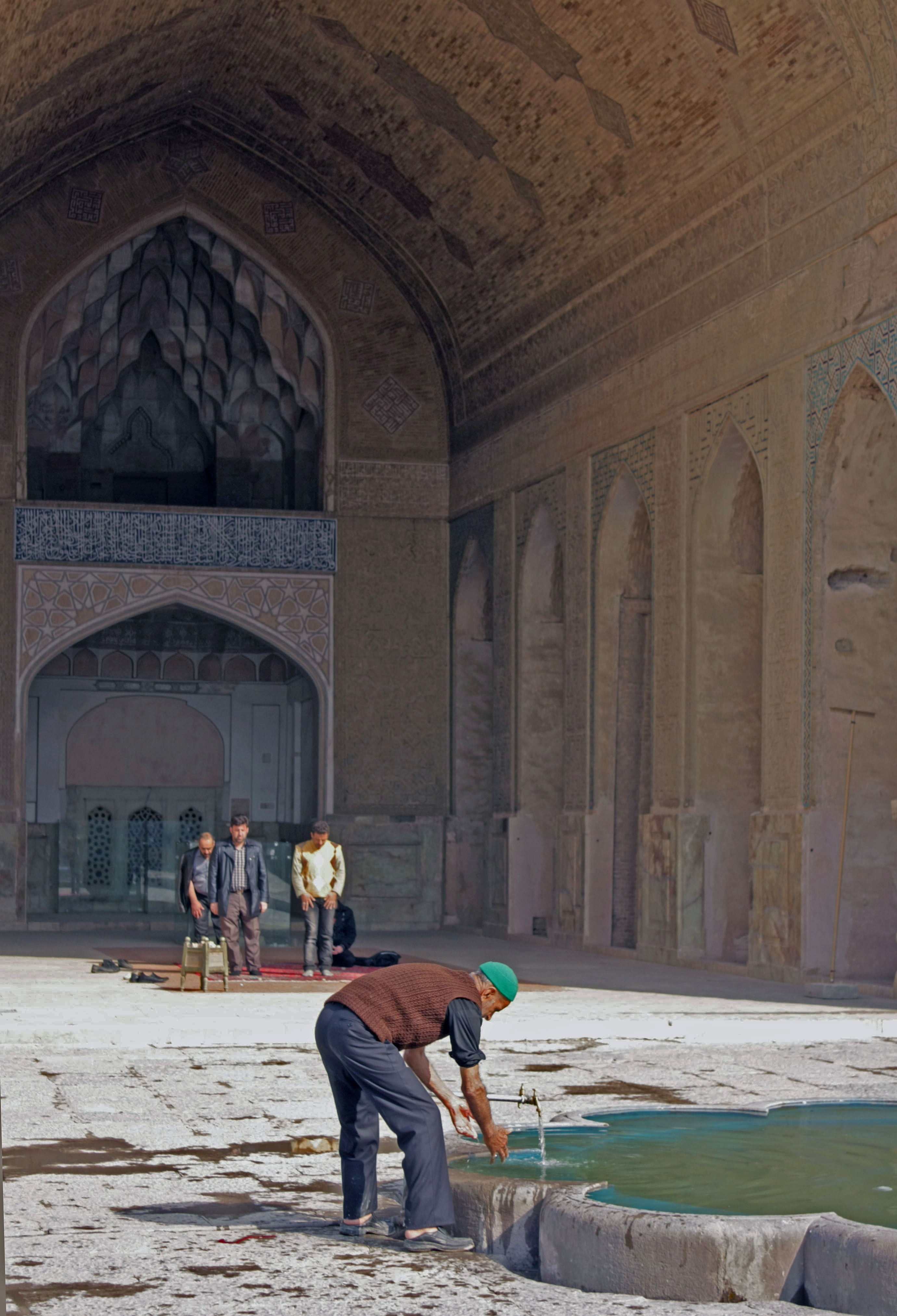
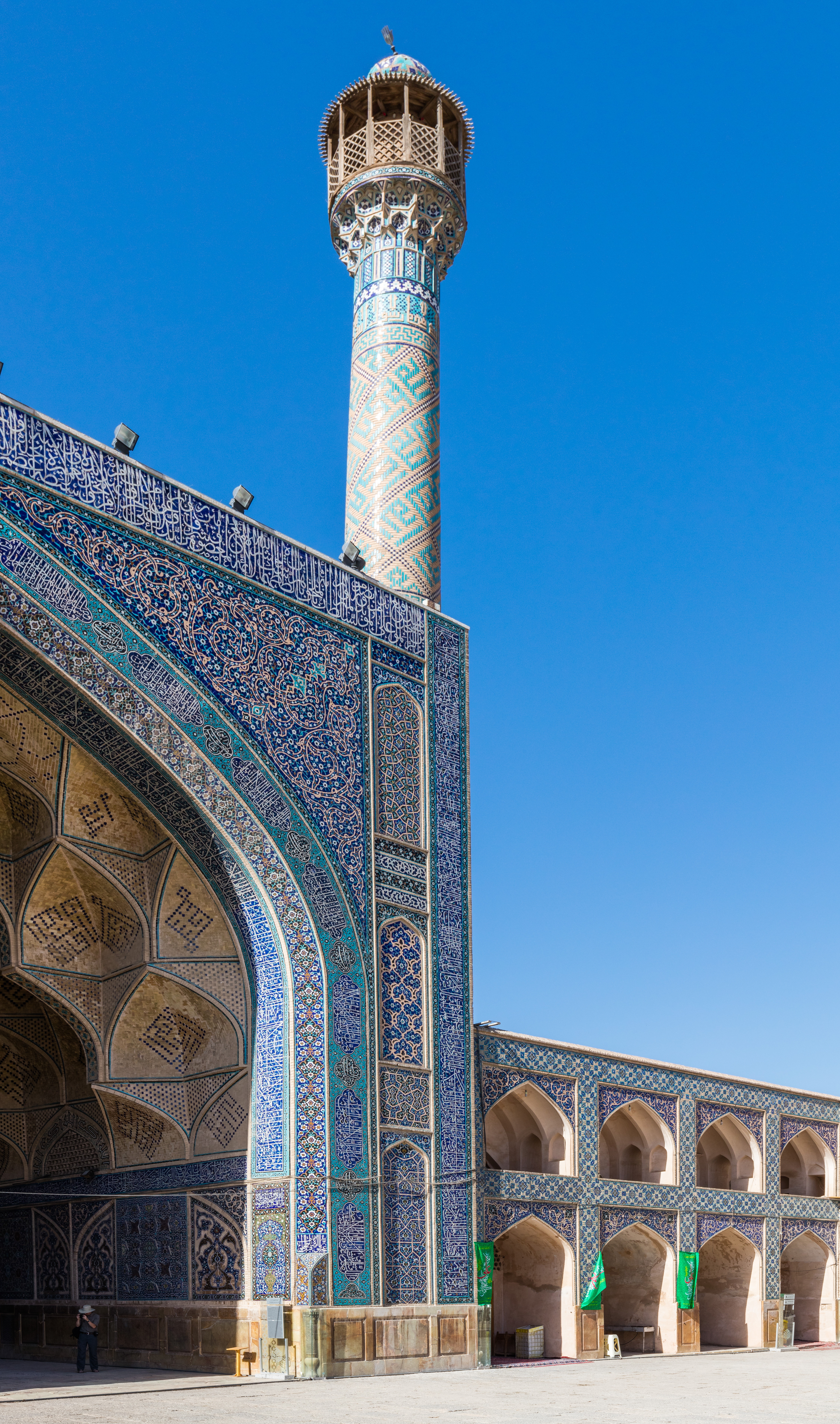
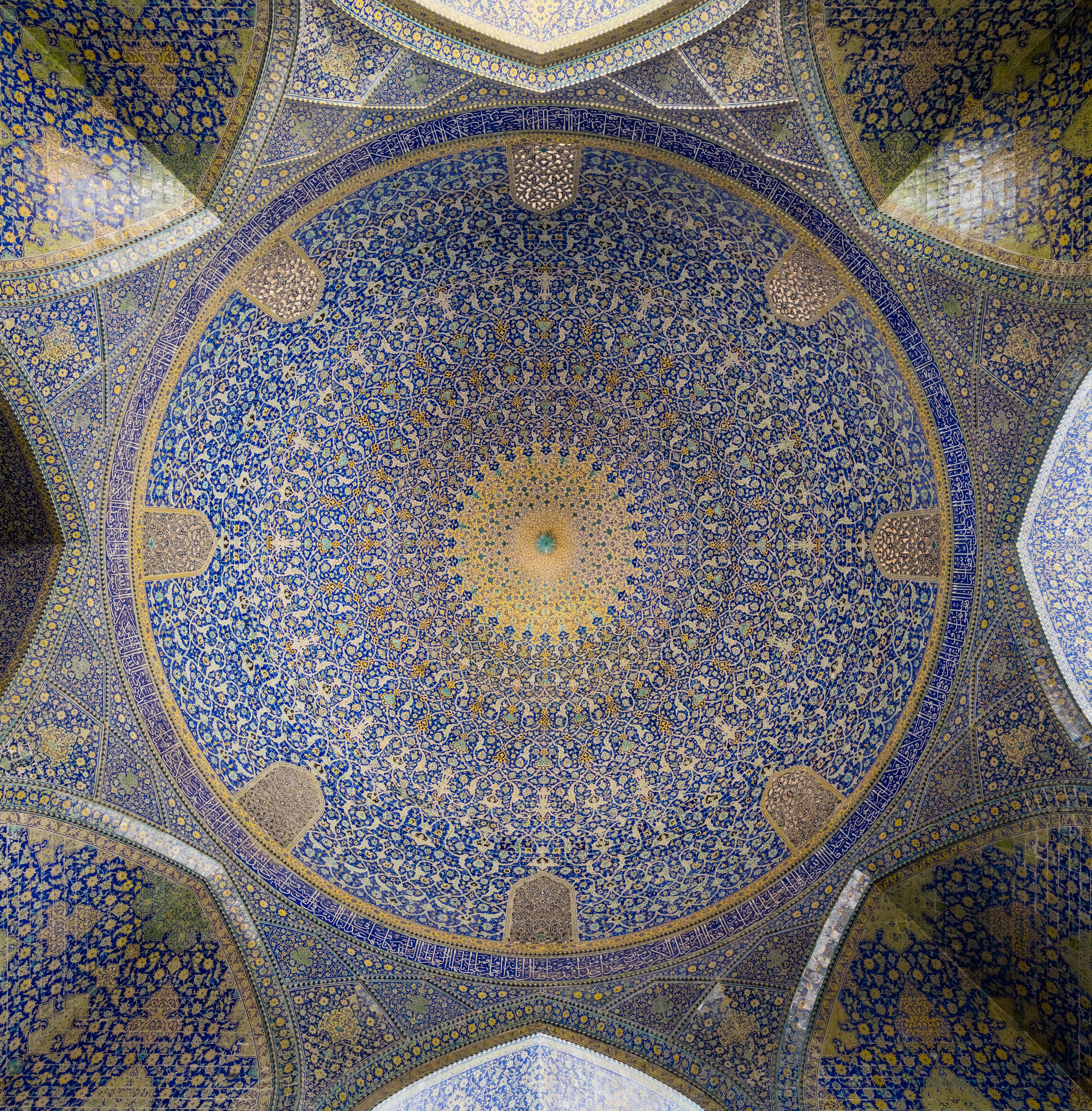